# Francesco Pio Tamburrino

Erzbischofswappen von Francesco Pio Tamburrino

Francesco Pio Tamburrino OSB (* 6. Januar 1939 in Oppido Lucano, Provinz Potenza, Italien) ist ein italienischer Ordensgeistlicher und emeritierter römisch-katholischer Erzbischof von Foggia-Bovino.

## Leben
Francesco Pio Tamburrino trat nach seiner Schulzeit in die Ordensgemeinschaft der Benediktiner ein und legte am 11. Oktober 1955 die ewige Profess ab. Er studierte Katholische Theologie und Philosophie am Päpstlichen Athenaeum Sant’Anselmo in Rom. Am 29. August 1965 empfing Tamburrino das Sakrament der Priesterweihe. 1966 erwarb er ein Diplom im Fach Patristik und 1970 wurde er zum Doktor der Theologie promoviert.
Anschließend wurde Francesco Pio Tamburrino Novizenmeister, Bibliothekar und Schatzmeister des Klosters Novalesa. Zudem war er in dieser Zeit Delegierter für die Ordensleute des Bistums Susa. 1988 wurde Tamburrino Professor für Katholische Theologie am Päpstlichen Athenaeum Sant’Anselmo in Rom und stellvertretender Prior des Internationalen Kollegiums Sant’Anselmo. Am 29. November 1989 wurde er zum Abt der Territorialabtei Montevergine gewählt und am 20. Januar 1990 wurde die Wahl durch Papst Johannes Paul II. bestätigt. Zusätzlich wurde Francesco Pio Tamburrino Sekretär der Liturgiekommission der Italienischen Bischofskonferenz.
Am 14. Februar 1998 ernannte ihn Papst Johannes Paul II. zum Bischof von Teggiano-Policastro. Die Bischofsweihe spendete ihm am 25. März 1998 der Erzbischof von Neapel, Michele Kardinal Giordano; Mitkonsekratoren waren der Erzbischof von Salerno-Campagna-Acerno, Gerardo Pierro, und der Erzbischof von Benevent, Serafino Sprovieri. Tamburrino wählte sich den Wahlspruch ist Ut omnes unum sint („Dass alle eins seien“) und entstammt dem Johannesevangelium (Joh 17,11 ). Am 27. April 1999 berief Papst Johannes Paul II. Francesco Pio Tamburrino zum Sekretär der Kongregation für den Gottesdienst und die Sakramentenordnung und verlieh ihm den persönlichen Titel eines Erzbischofs. Am 2. August 2003 ernannte ihn Papst Johannes Paul II. zum Erzbischof von Foggia-Bovino.
Er ist Prior der Komturei Foggia des Ritterordens vom Heiligen Grab zu Jerusalem.
Am 11. Oktober 2014 nahm Papst Franziskus seinen altersbedingten Rücktritt an.